# Sempach
Sempach is een gemeente en plaats in het Zwitserse kanton Luzern en maakte deel uit van het district Sursee tot op 1 januari 2008 de districten van Luzern werden afgeschaft.
Sempach telt 3.775 inwoners.

## Geschiedenis
Op 9 juli 1386 vond hier de Slag bij Sempach plaats. Deze slag geldt in de Zwitserse geschiedenis als hoogtepunt in het conflict tussen de Habsburgers en de sinds 1291 aaneengesloten Waldstätten.
Luzern had zich in 1332 aangesloten, maar behoorde juridisch nog tot het Habsburgse rijk.
Bij deze slag versloegen troepen van het Oude Eedgenootschap het leger van Leopold III van Oostenrijk. De Zwitser Arnold von Winkelried, bezongen in het ‘Sempacher Schlachtenlied’, zou zich in een vijandelijke speer geworpen hebben teneinde een bres te slaan. Hiermee werd de slag in het voordeel van de Kantons beslist.
In 1986 gaf Zwitserland een herdenkingmunt uit voor het 6e eeuwfeest van de slag bij Sempach.

## Bevolkingsontwikkeling

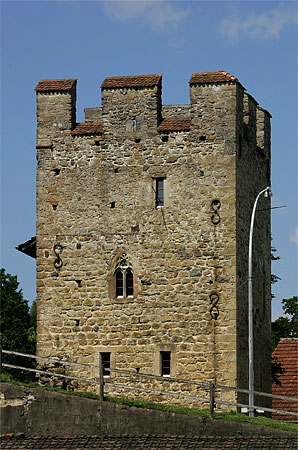
Hexenturm